# پریستون (اوکلاهما)
پریستون (به انگلیسی: Preston) یک منطقهٔ مسکونی در ایالات متحده آمریکا است که در شهرستان اوکمالگی، اکلاهما واقع شده‌است.